# 코로나 루프
코로나 루프(Coronal loop)는 태양 대기권에서 하부 코로나와 천이영역의 기본 구조를 형성한다. 매우 구조화 되고 독특한 형태를 지닌 코로나 루프는 태양체 내부에서 자기다발이 뒤틀려 있기 때문에 발생한다. 코로나 루프의 수는 태양주기와 직접적으로 연관되어 있으며, 코로나 루프의 뿌리에는 대개 흑점이 존재한다. 솟아 오르는 자기다발은 광구를 통과해 돌출해 나오게 되며, 아래의 보다 차가운 플라스마를 노출시킨다. 광구와 태양 내부 플라스마 사이의 온도 차이는 솟아나는 장소가 상대적으로 어두워보이게 하며, 이것이 바로 흑점이다.

## 물리 특성
코로나 루프는 태양체를 통과하여 태양 대기로 튀어나와 있는 양 끝이 고정된 자기다발이다. 코로나 루프는 태양체에서 천이영역을 통해 코로나로 에너지가 전달되는 과정을 이해하고자 할 때 관측하기에 가장 이상적인 구조이다.
코로나 루프의 많은 규모가 존재한다. 태양풍의 길을 열어 주는 열린 플럭스 투브와 이웃하며 코로나와 태양권으로 멀리 도달한다.(고 자기장의 외부 플라스마는 대신에 루프의 발 지점에서 단단하고 선으로 묶여있는 닻이 가정된다.) 코로나 루프는 채층과 천이 영역을 통과하여 발출되며 높게 연장되어 코로나가 된다.
또한, 코로나 루프는 길이를 따라 매우 다양한 온도를 지닌다. 100만 켈빈 이하의 온도에 존재하는 것은 대개 차가운 루프로 불리고, 100만 켈빈 근처에 존재하는 루프는 따뜻한 루프로, 100만 켈빈 이상의 온도에 존재하는 루프는 뜨거운 루프로 불린다. 서로 다른 분류에 속하는 코로나 루프는 각기 다른 파장을 지니는 빛을 발산한다.

### 위치
코로나 루프는 태양 표면의 활동영역이나 정온영역에 모두 존재한다. 태양 표면에서 활동영역은 작은 영역을 차지하지만, 대부분의 활동이 일어나는 장소이며, 고밀도 자기장의 존재로 인해 태양플레어와 코로나질량방출의 원인이 된다. 활동영역은 전체 코로나 가열 에너지의 82%를 생성한다. 코로나 홀은 열린 자기장선이며, 주로 태양의 극지역에 위치하며, 고속 태양풍의 원인으로 알려져 있다. 태양의 정온영역은 활동영역을 제외한 나머지 부분으로, 활동영역에 비해 비록 덜 활동적이기는 하지만, 밝은 점이나 나노플레어, 제트 같은 동적 과정이나 순간 사건등이 일어나기에는 충분히 활동적이다. 일반적으로 정온영역은 닫힌 자기구조의 영역에 존재하며, 활동영역은 폭발적인 사건의 근원이다. 관측에 비추어 볼 때 전체 코로나는 열리고 닫힌 자기장선에 의해 대규모로 존재하게 된다는 것을 알 수 있다.

### 코로나 루프와 코로나 가열문제
닫힌 자기장선은 코로나 루프를 형성하지 않지만, 닫힌 자기다발은 플라스마로 채워져야 코로나 루프라 불릴 수 있다. 따라서, 대부분의 닫힌 자기다발이 비어 있는 태양 표면에서 코로나 루프는 희귀한 구조임이 틀림없다. 이는 코로나를 가열하고 채층 플라스마를 닫힌 자기다발로 발사하는 메커니즘이 매우 국부적임을 의미한다.
플라스마 채움, 동적 흐름, 코로나 가열의 원리는 아직 밝혀지지 않았다. 다만, 그 원리는 코로나를 채층 플라스마로 지속해서 채울 수 있을 만큼 안정적이어야 하며, 플라스마를 채층에서 코로나에 이르는 짧은 거리동안 가속하고 가열하여 6000 켈빈에서 100만 켈빈까지 높일 수 있을 정도로 강력해야만 한다. 이것이 바로 코로나 루프가 집중 연구의 대상이 되는 이유이다. 코로나 루프는 광구에 고정되어 있으며 채층 플라스마에 의해 성장하고 천이 영역으로 나아가며 강력한 가열을 수행한 후 코로나 온도에 존재한다.
코로나 가열 문제에 단지 약간의 코로나 가열 메커니즘이라는 생각은 잘못된 것이다. 첫째 과밀한 루프를 채우는 플라스마는 채층에서 직접 새어나간다. 코로나 플라스마를 압축하고 그것을 코로나 고도의 코로나 루프로 보낼 수 있는 현재까지 알려진 코로나 메커니즘은 없다. 둘째, 코로나의 상향 흐름의 관측들이 플라스마의 채층 근원을 가리킨다. 그리하여 플라스마는 근원적으로 채층이며 코로나 가열 메커니즘을 볼 때 이것의 고려가 있어야 한다.
이것이 동일한 메커니즘을 통해 연관될 수 있는 채층 에너지 충전과 코로나 가열 현상이다.

## 같이 보기
- 스피큘
- 태양홍염
- 코로나 홀